# Tibati
Tibati – miasto w Kamerunie, w Regionie Adamawa, stolica departamentu Djérem. Liczy około 37,1 tys. mieszkańców.
Przez miasto przebiegają Drogi Krajowe nr 6 i 15. W mieście znajduje się lokalne lotnisko.